# 1727 в Україні

## Події
- 12 жовтня — обрання гетьманом Данила Апостола у Глухові
- Генеральна військова канцелярія гетьмана Данила Апостола

## Особи

### Народились
- 9 серпня Скоропадський Іван Михайлович (1727—1782) — генеральний осавул в 1762—1781 роках, бунчуковий товариш, бригадир.
- Апостол Данило Петрович (1727 — ?) — Генеральний хорунжий в 1762—1769 роках, полковник.
- Ієрофей (Малицький) (1727—1799) — церковний діяч, вчений і проповідник. Митрополит Київський (1796—1799).
- Миклашевський Михайло Андрійович (1727—1800) — наказний стародубський полковник та «предводитель» шляхти Стародубського повіту.

### Померли
- Василь Ілліч Скоропадський (? — 1727) — військовий канцелярист (1676), сотник Березинської сотні (1697—1709), полковий обозний Чернігівського полку(1713—1721), генеральний бунчужний (1726—1727).
- Александер Ґордон (? — 1727) — львівський міщанин і купець. Лавник (1711—1721), райця (1721—1727) та бурмистр Львова (1723).
- Тарасевич Олександр (1640—1727) — мідеритник та офортист.

## Засновані, зведені
- Путивльський повіт
- Костел святого Михайла та монастир бернардинів (Ізяслав)
- Буянки
- Вишневе (Ріпкинський район)
- Курган (Біляївський район)
- Чумак (Ріпкинський район)

## Зникли, скасовані
- Київська провінція